# Dielektryki gazowe
Dielektryki gazowe są to dielektryki w stanie gazowym. Są one wykorzystywane w układach izolacyjnych wielu urządzeń elektrycznych. Zwykle wypełniają znaczną część przestrzeni między ich elementami przewodzącymi. Nie mogą jednak pełnić roli konstrukcyjnej, dlatego współpracują z elementami izolacyjnymi wykonanymi z materiałów stałych.
Stosowane dielektryki gazowe są jedno- lub wieloskładnikowe. Charakteryzują się rezystywnością rzędu 101-1018 Ωm i praktycznie pomijalną stratnością (tgδ = 10-8…10-7). Ich przenikalność elektryczna różni się minimalnie od przenikalności próżni, np. względna przenikalność elektryczna powietrza atmosferycznego wynosi εr = 1,00059.
Między dielektrykami gazowymi naturalnymi (powietrze atmosferyczne, wydzielone składniki powietrza) i dielektrykami syntetycznymi (sześciofluorek siarki) istnieją znaczne różnice wytrzymałości elektrycznej.